# ایگور ایردوف
‏
ایگور یوگنیویچ ایرودوف (به روسی: Игорь Евгеньевич Иродов) فیزیکدان روسی و کهنه سرباز جنگ جهانی دوم بود. بیشتر شهرت او از تدریس فیزیک در دانشگاه ملی تحقیقات هسته ای MEPHI (سابقاً مؤسسه فیزیک و مهندسی مسکو) می‌آید و او کتاب‌های متعددی را در زمینه فیزیک عمومی نوشت که در بسیاری از کشورهای جهان ترجمه و چاپ شد.

## زندگی‌نامه
او در مورم (مکان کنونی استان ولادیمیر، روسیه) به دنیا آمد و با در هشت سالگی به همراه خانواده به مسکو مهاجرت کردند. در جنگ جهانی دوم در جبهه اوکراین شرکت داشت و مشاغلی همچون طراح و نقشه‌بردار را بر عهده داشت و به سبب آن در مناطق مختلفی همچون روسیه، اوکراین، لهستان و چکسلواکی حضور داشت و نشان‌هایی همچون نشان جنگ میهنی (درجه دوم ۱۹۴۵)، نشان ستاره سرخ(۱۹۴۴)، نشان شجاعت(۱۹۴۳)، نشان لیاقت جنگی(۱۹۴۴)و نشان پیروزی بر آلمان(۱۹۴۶) را دریافت کرد.
در اکتبر ۱۹۴۵ از خدمت مرخص شد و به مسکو رفت. در فوریه ۱۹۴۶، وارد مؤسسه دانشگاه ملی تحقیقات هسته ای MEPHI (سابقاً مؤسسه فیزیک و مهندسی مسکو) شد و در سال ۱۹۵۶ تز دکترای خود با موضوع خصوصیات متمرکز و پراکنده میدان مغناطیسی را زیر نظر لف آرتسیموویچ دفاع کرد. از سال ۱۹۵۴ در دپارتمان فیزیک عمومی مؤسسه فیزیک و مهندسی مسکو شد و شغل استادیاری را داشت و سال ۱۹۷۶استاد تمام شد.

## نشر
او کتاب‌های متعددی را در زمینه فیزیک تالیف کرده‌است. از جمله آنها می توان به کتاب های زیر اشاره کرد:
- مسائل فیزیک عمومی(1981)، Archive.org
- اصول بنیادی مکانیک(1980)، Archive.org
- مسائلی در فیزیک اتمی و هسته ای(1966)،Archive.org
- مبانی فیزیک
- اصول پایه الکترومغناطیس(1983)، Archive.org